# Zeus (szőlőfajta)
A zeus az ezerjó és bouvier keresztezéséből származó fehérborszőlő-fajta. 1951-ben Pécsett Király Ferenc nemesítette.

## Leírása
A Badacsony sorozat egyik jellegzetes fajtája. Hajlamos a rothadásra.
Bőtermő, későn érő fajta. Borának savtartalma magas, minőségét a szakma közepesnek ismeri, viszont késői szürettel rendkívüli minőséget tud adni. A bor általában markáns savaival kellemesen kíséri a gyümölcsös desszerteket, illetve a különféle réteseket, joghurtos ill. túrós édességeket. A libamáj és a kéksajtok nemes ízeit szintén méltósággal egészíti ki. 10 celsius fokon ajánlott fogyasztani. Belőle készült híres borok: Szeremley Pincészet - Zeusz 2002 és Varga Pincészet - Zeusz jégbor.